# 韋恩縣 (密西西比州)
韋恩縣（英語：Wayne County）是美國密西西比州東南部的一個縣，東鄰阿拉巴馬州。面積2,107平方公里。根据美國2000年人口普查，共有人口21,216人。縣治是韋恩斯伯勒（Waynesboro）。
成立於1809年12月21日。縣名紀念美國獨立戰爭英雄安東尼·韋恩 （Anthony Wayne）。